# (3069) Heyrovský
(3069) Heyrovský est un astéroïde de la ceinture principale.

## Description
(3069) Heyrovský est un astéroïde de la ceinture principale. Il fut découvert le 16 octobre 1982 à l'Observatoire Kleť par Zdeňka Vávrová et nommé en l'honneur de Jaroslav Heyrovský. Il présente une orbite caractérisée par un demi-grand axe de 2,35 UA, une excentricité de 0,24 et une inclinaison de 1,7° par rapport à l'écliptique.